# Dobra Voda (Jagodina)
Pour les articles homonymes, voir Dobra Voda.
Dobra Voda (en serbe cyrillique : Добра Вода) est un village de Serbie situé sur le territoire de la ville de Jagodina, district de Pomoravlje. Au recensement de 2011, il comptait 372 habitants.
Dobra Voda est également connue sous le nom de Gladna.

## Démographie

### Évolution historique de la population
| 1948 | 1953 | 1961 | 1971 | 1981 | 1991 | 2002 | 2011 |
| ---- | ---- | ---- | ---- | ---- | ---- | ---- | ---- |
| 711  | 763  | 805  | 823  | 790  | 758  | 430  | 372  |

|  |